# Dirka po Franciji 1948
Dirka po Franciji 1948 je bila 35. dirka po Franciji, ki je potekala leta 1948.

## Pregled
| Kategorije                          | Podatki       |
| ----------------------------------- | ------------- |
| Začetek-konec                       | Pariz - Pariz |
| Dolžina (km)                        | 4.922         |
| Število etap                        | 21            |
| Povprečna hitrost zmagovalca (km/h) | 33,442        |
| Kolesarjev                          | 120           |
| Tekmo končalo                       | 44            |